# Marinus van Reymerswaele
Marinus van Reymerswaele (* um 1497 in Reimerswaal; † 1567 in Goes) war ein flämischer Maler in der Renaissance.

## Leben und Wirken
Marinus war der Sohn eines Mitglieds der Malergilde von Antwerpen. Ein starker Einfluss des dort ansässigen Malers Quentin Massys ist in seinen Werken sichtbar. Soweit sich der Lebensweg rekonstruieren lässt, hielt sich Marinus van Reymerswaele meist in anderen Städten auf. Nachdem er Reimerswaal verlassen hatte, ging er nach Middelburg. Er wurde dort 1567 für seine Teilnahme an der Plünderung der Westminster-Kirche während der großen Bilderstürme bestraft und verbannt. Er starb 1567 in Goes. 
Marinus ist durch seine Bilder des Heiligen Hieronymus bekannt und durch seine Darstellungen von Bankiers, Wucherern und Steuereinnehmern in übertriebener Modekleidung, die er sorgsam in allen Einzelheiten malte. Letztere sind wohl durch ein heute verlorenes Bild von Jan van Eyck aus der Zeit um 1440 inspiriert, das der Venezianer Marcantonio Michiel etwa 1520 gesehen hatte und als Vorbild eines eigenen Auftrages wissen wollte. Diese Verkörperungen der Habgier waren im 16. Jahrhundert sehr populär und verschafften Marinus van Reymerswaele Ansehen in den Niederlanden, Italien und Spanien.

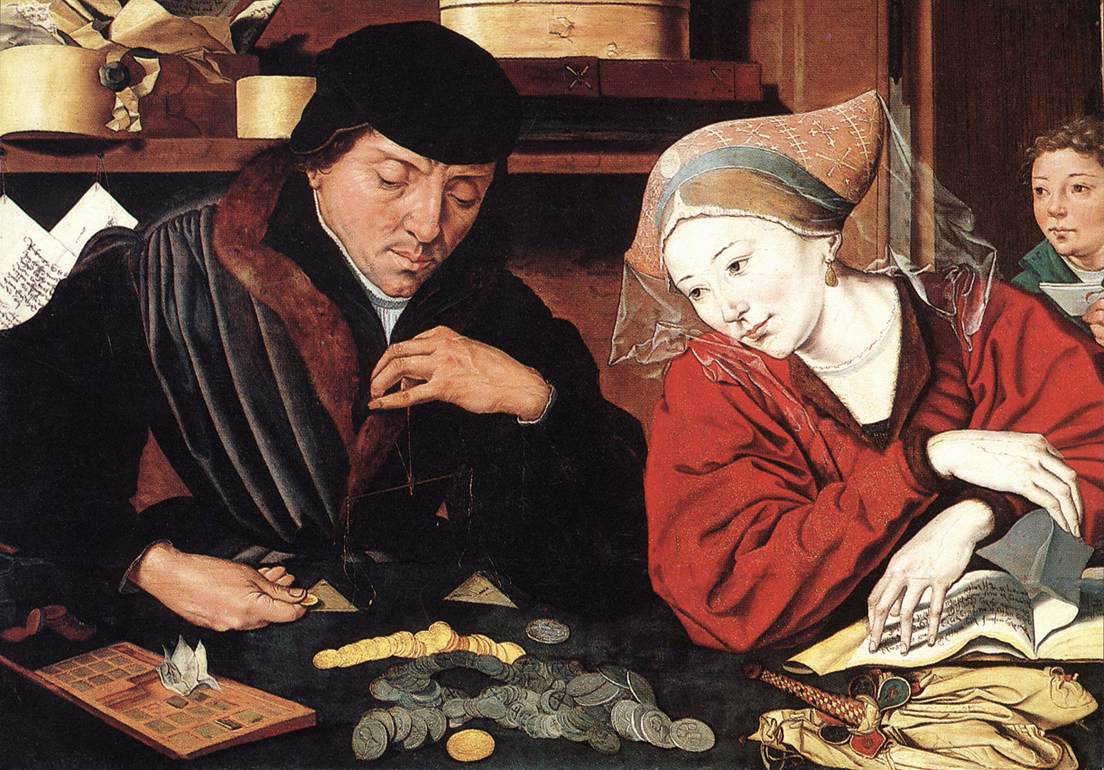
Der Geldwechsler und seine Frau (vor 1533?)
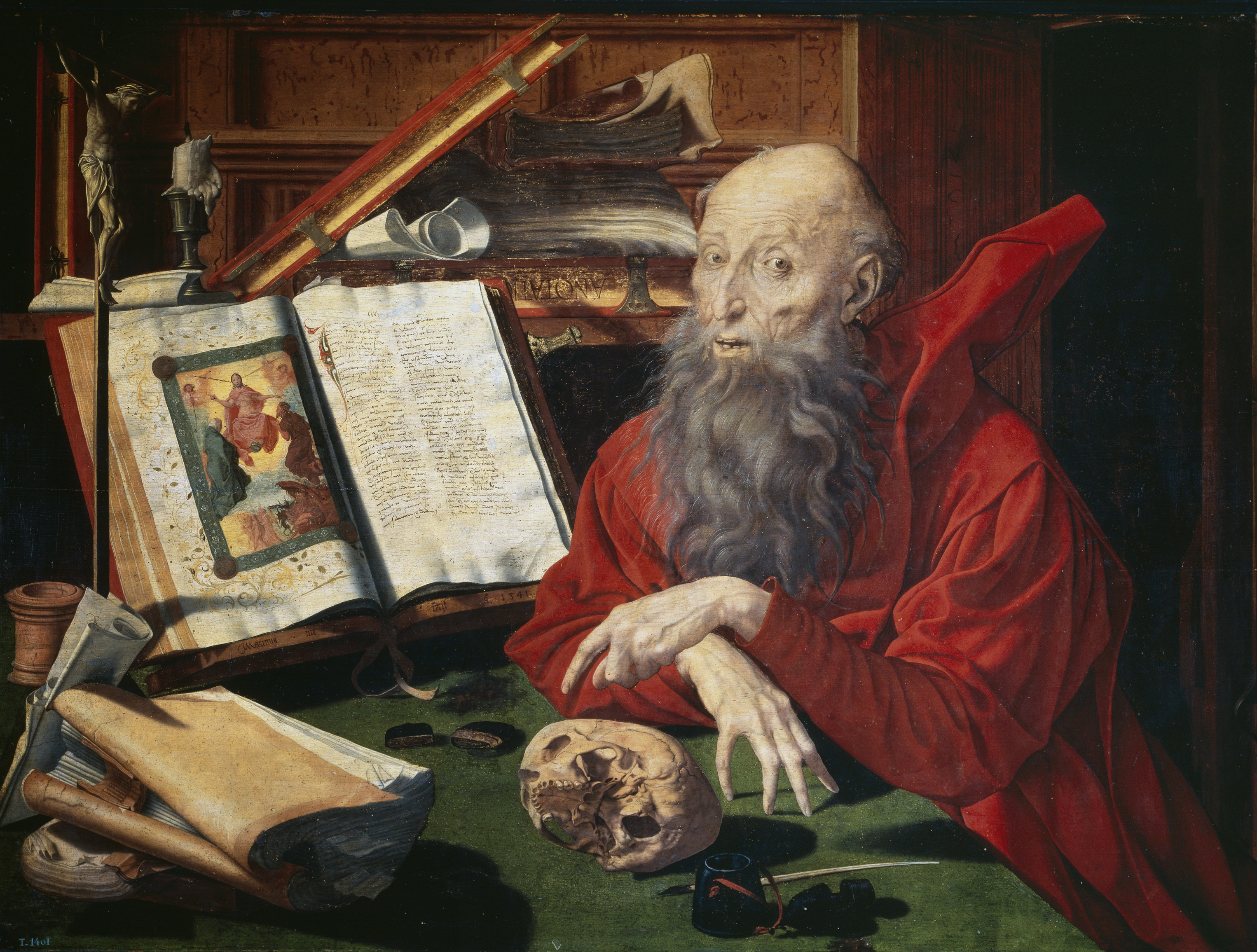
Heiliger Hieronymus, Öl auf Eichenholz, um 1541
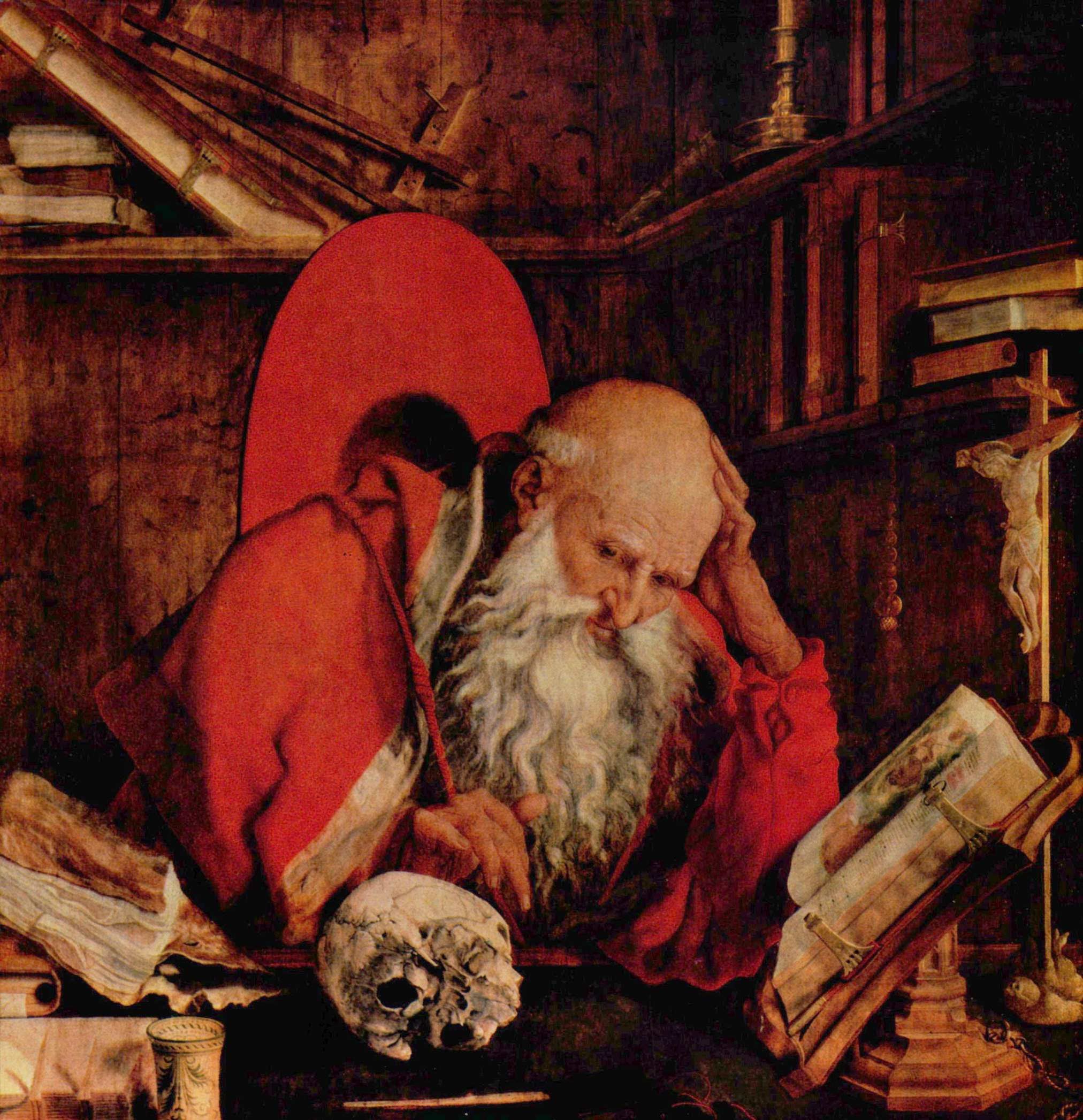
Heiliger Hieronymus in der Zelle, Öl auf Eichenholz, um 1550 (Berlin, Gemäldegalerie, Inv. Nr. 574B)
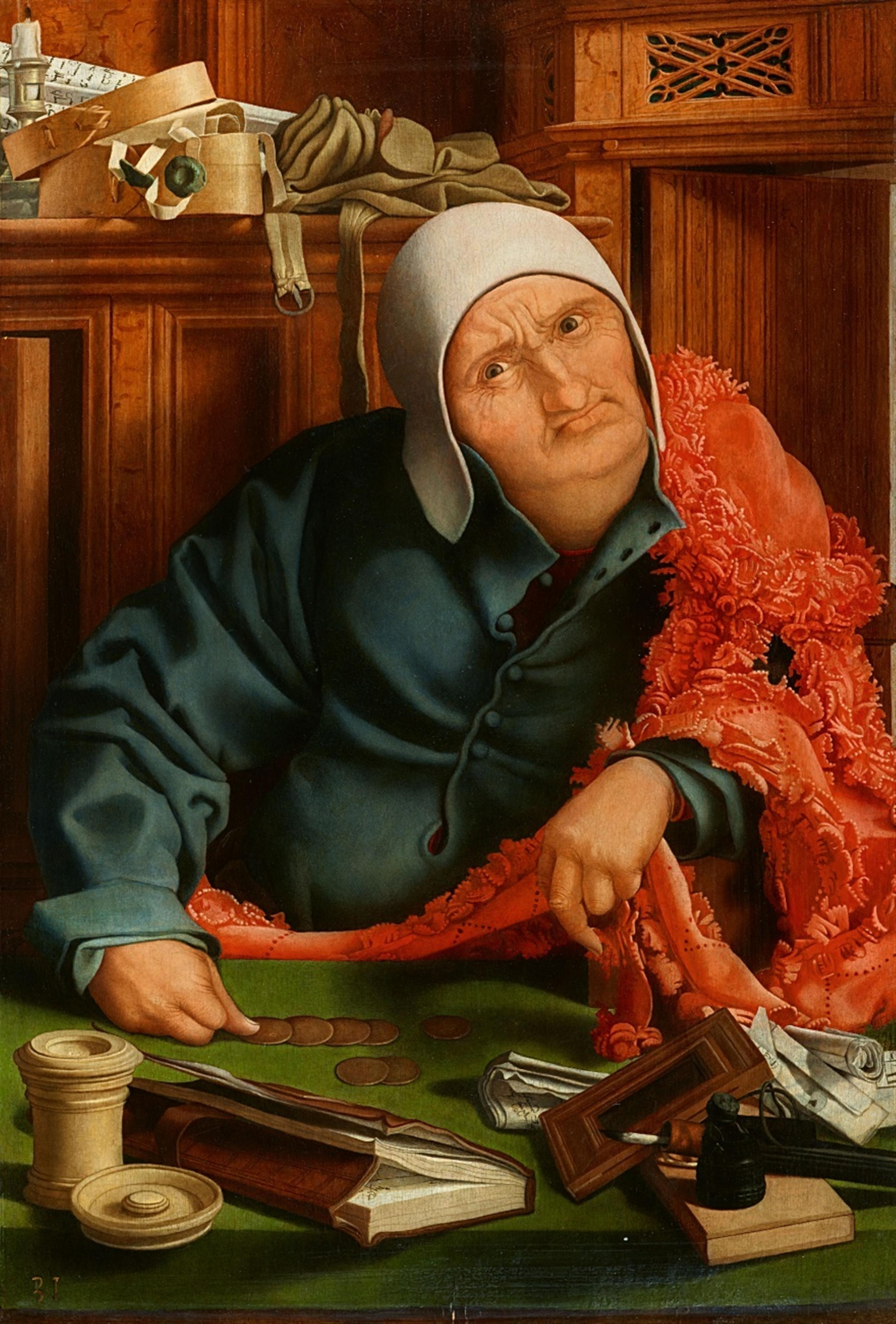
Der Geldverleiher, Öl auf Holz

## Weitere Werke (Auswahl)
- Maria lactans, um 1530 (Öl auf Holz, 61 × 46 cm; Madrid, Prado, Inv. Nr. P002101)[3]
- Ein Steuereinnehmer mit seiner Frau, 1538 (Öl auf Eichenholz 67 × 103 cm; München, Alte Pinakothek, Inv. Nr. 7)[4]
- Der Geldwechsler und seine Frau, 1541 (signiert und datiert, Öl auf Eichenholz, 93 × 111 cm; Dresden, Gemäldegalerie Alte Meister, Inv. Nr. 812)[5]
- Ein Advokat, 1542 (Öl auf Eichenholz, 103,7 × 120 cm; München, Alte Pinakothek, Inv. Nr. 718)[6]
- Zwei Steuereinnehmer, 1540er Jahre (Öl auf Holz, 92 × 74,6 cm; London, The British Museum, The National Gallery, Inv. Nr. 944)[1]
- Zwei Geizhälse, um 1548–51 (Öl auf Holz, 118 × 98 cm; Royal Collection Trust, Windsor Castle, Inv. Nr. 405707)[7]
- Der Geldwechsler, um 1550 (Öl auf Eichenholz, 93 × 114,5 cm; Berlin, Gemäldegalerie, Inv. Nr. 2158)[8]
- Die Steuereintreiber, um 1550 (Öl auf Holz, 117,7 × 84 cm; Moskau, Puschkin-Museum)[9]
- Der Steuereinnehmer und sein Gehilfe, 1. Hälfte 16. Jh. (Öl auf Eichenholz, 88,5 × 72,2 cm; München, Alte Pinakothek, Inv. Nr. L 1048)[10]
- Hl. Hieronymus (Öl auf Holz, 63,1 × 78,8 cm; München, Alte Pinakothek, Inv. Nr. WAF 876)[11]